# Laurentius Blumenau
Laurentius Blumenau (* in Danzig; † 7. Juni 1484 in La Grande Chartreuse) war ein Humanist, Deutsch-Ordens-Jurist und schließlich Kartäuser.

## Leben
Blumenau besuchte seit 1434 die Universität Leipzig (1437 Baccalaureus) und seit 1444 die in Bologna, wo er 1447 zum Dr. jur. promoviert wurde. Ohne selbst Ordensbruder zu sein, vertrat er den Hochmeister mehrfach als Prokurator oder Gesandter bei der Kurie oder dem Kaiser wegen des Rechtsstreits mit dem Bund der preußischen Stände.
Er fungierte in Rom als Auditor der Römischen Rota, stand zeitweilig in Dienst und der Gunst des Kardinalbischofs Peter von Augsburg und hatte auch eine Domherrnstellung an einer dem Orden reservierten Pfründe der ermländischen Kirche inne.
Unter dem Druck besagten Rechtsstreits verließ er 1456 den Ordensstaat und trat als Sachwalter (neben Gregor Heimburg) in den Dienst Herzog Sigismunds von Tirol über. Im Konflikt des Herzogs mit dem Papst wegen Nikolaus von Kues wurde er gebannt und gefangen gesetzt. Als Vertreter des Erzbischofs von Salzburg war er in den Jahren 1466 bis 1471 auf mehreren Reichstagen tätig. Für den Deutschen Orden wurde er 1468 noch einmal nach Rom entsandt, trat kurze Zeit später den Kartäusern bei und wurde Prior der Kartause Villeneuve.
Blumenau gilt als der erste Humanist in Preußen. Blumenaus um 1460 verfasste Ordensgeschichte endet mit dem Jahr 1449, wird aber besonders für seine eigene Zeit als wertvoll und aussagekräftig beachtet.

## Werke
- Historia de ordine Theutonicorum cruciferorum, herausgegeben von Max Toeppen, in: Scriptores rerum Prussicarum, Band IV, Leipzig 1870, S. 35–67.